# Петроній Болонський
Петроній Болонський (італ. Petronio), або Святи́й Петро́ній — єпископ міста Блонья з V ст., католицький святий, покровитель міста Болонья.

## Біографічні відомості
Про Святого Петронія збереглося мало відомостей. Ще замолоду Петроній відмовився від язичництва і провадив чернечий спосіб життя.
За одними легендами він походив із забезпеченої сім'ї, родом із римської Галлії. За іншими — мав грецьке походження, і був родичом імператора Східної Римської імперії — Феодосія II. Під час перебування Петронія у Римі, посланець міста Болонья, попросив папу призначити для міста єпископа. Уві сні папі прийшло видіння від апостола Петра — і Петроній відбув до Болоньї. На той час місто було поруйноване і спустошене. Освічений Петроній брав участь у відновленні поруйнованого міста і зробив багато корисного для проектування і будівництва в місті комплексу споруд і церкви Св. Стефана за зразком церкви Гробу Господнього в Єрусалимі. Петроній був у Єрусалимі, а на зворотному шляху прибув до Константинополя, де отримав від імператора Святі Дари, привілеї для міста і право на побудову власного університету.
Святий Петроній мав значний вплив не тільки на релігійне життя міста, а й на його відновлення і заснування навчального закладу. Легенди дожили до XII століття. У часи оновлення і перебудови базиліки Святого Стефана бенедиктинці знайшли 1141 року поховання, яке сприйняли за могилу Святого Петронія. Було створено життєпис святого, що став основою для його культу в Болоньї.
Святий Петроній став покровителем міста Болонья, хоча спочатку ним хотіли бачити апостола Петра. Але папа римський наполягав на верховенстві Петра для римської курії. Замість цього папа зміцнив культ Святого Петронія і в місті розпочалося будівництво базиліки небачених для Італії розмірів — 224 метрів у довжину. Церква стала черговим готичним довгобудом і не була побудована за первісним планом. Встигли створити лице споруду 132 метрів завдовжки, 66 — завширшки, висотою 45 метрів без трансепта і без первісної форми латинського хреста.
Мощі святого були розділені між базилікою Сан Стефано, де їх знайшли, та новою базилікою Сан Петроніо.

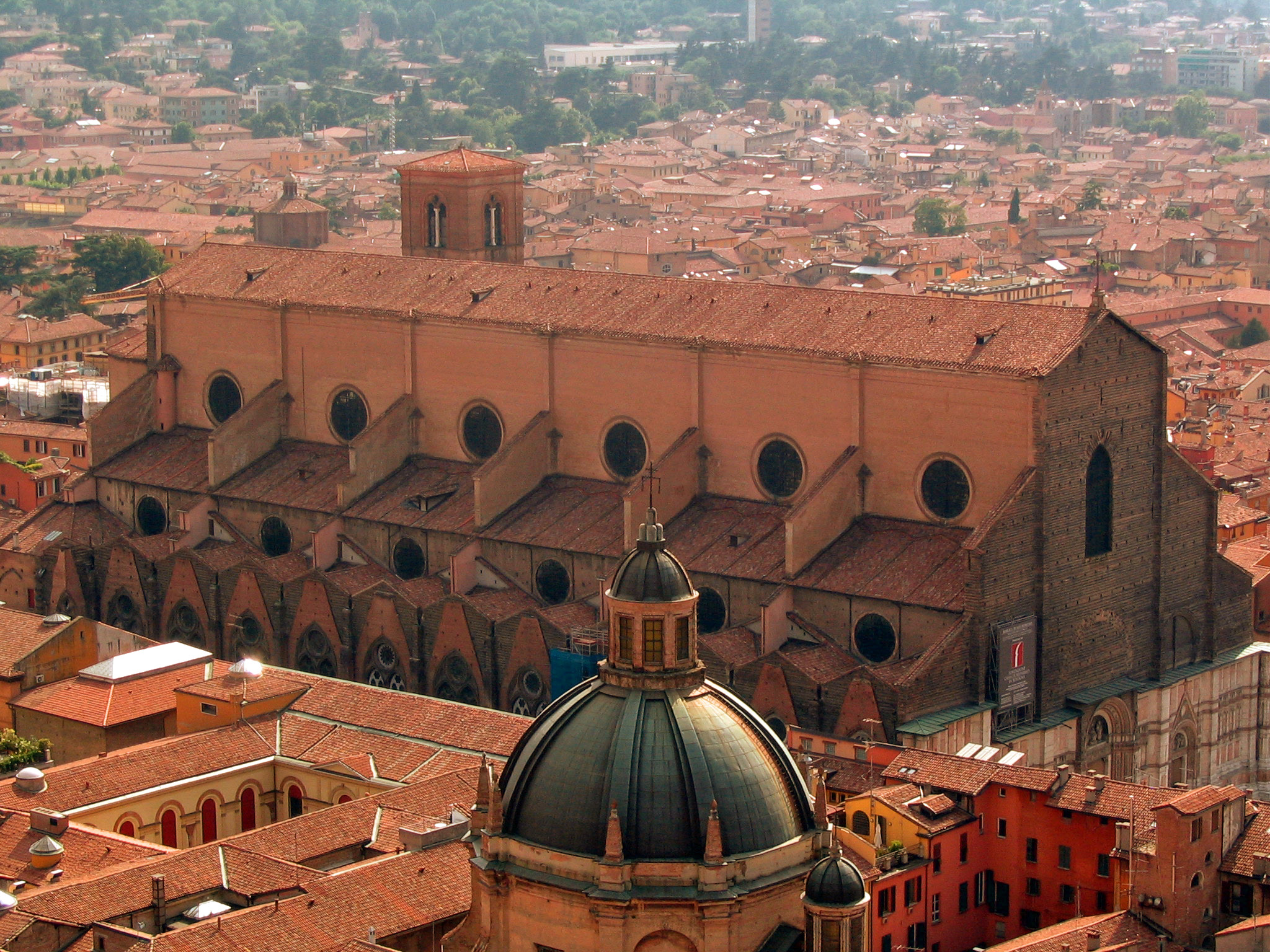
Базиліка Святого Петронія (Болонья, Італія)
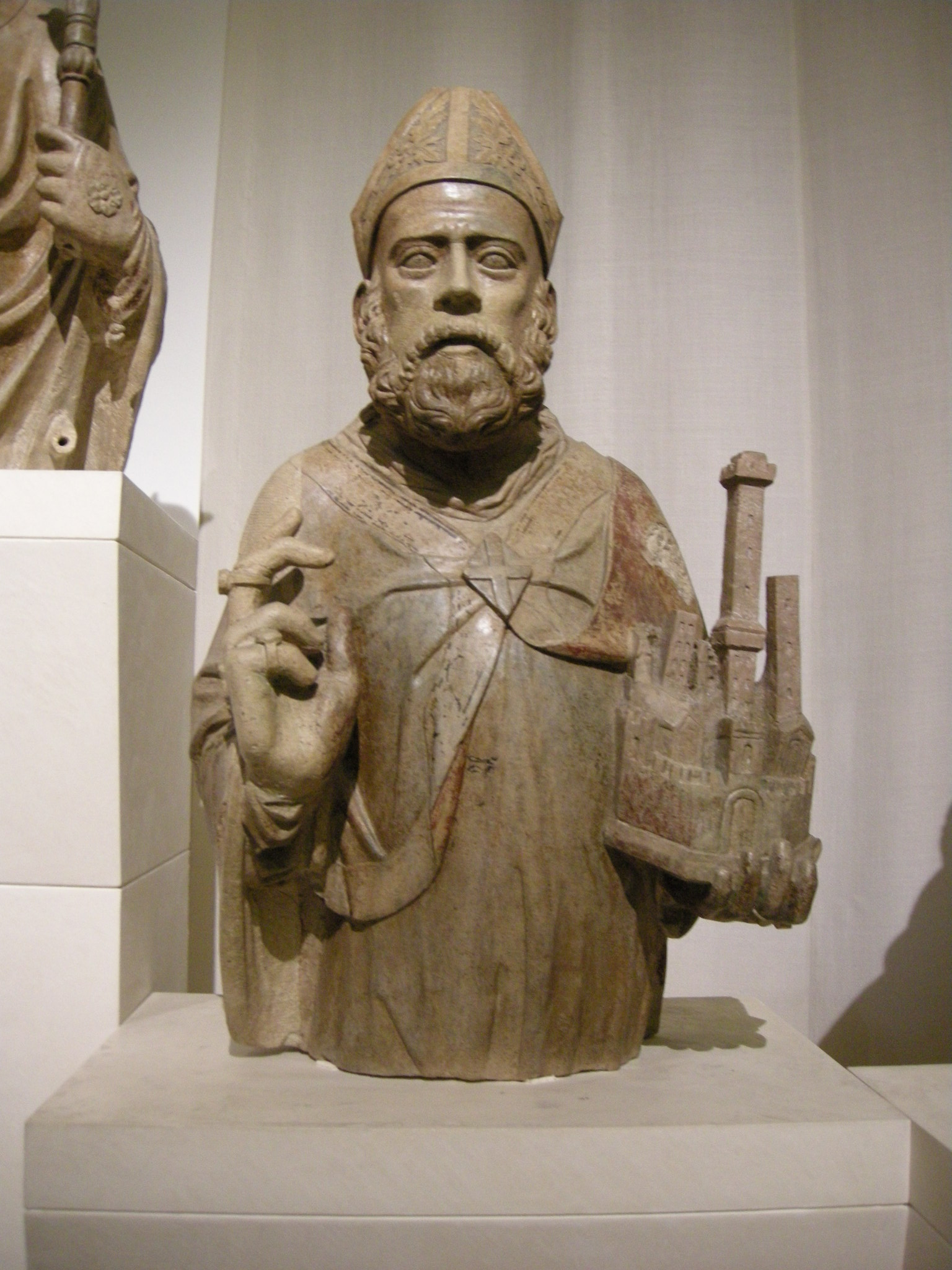
«Погруддя Святого Петронія» (Музей Середньовіччя)
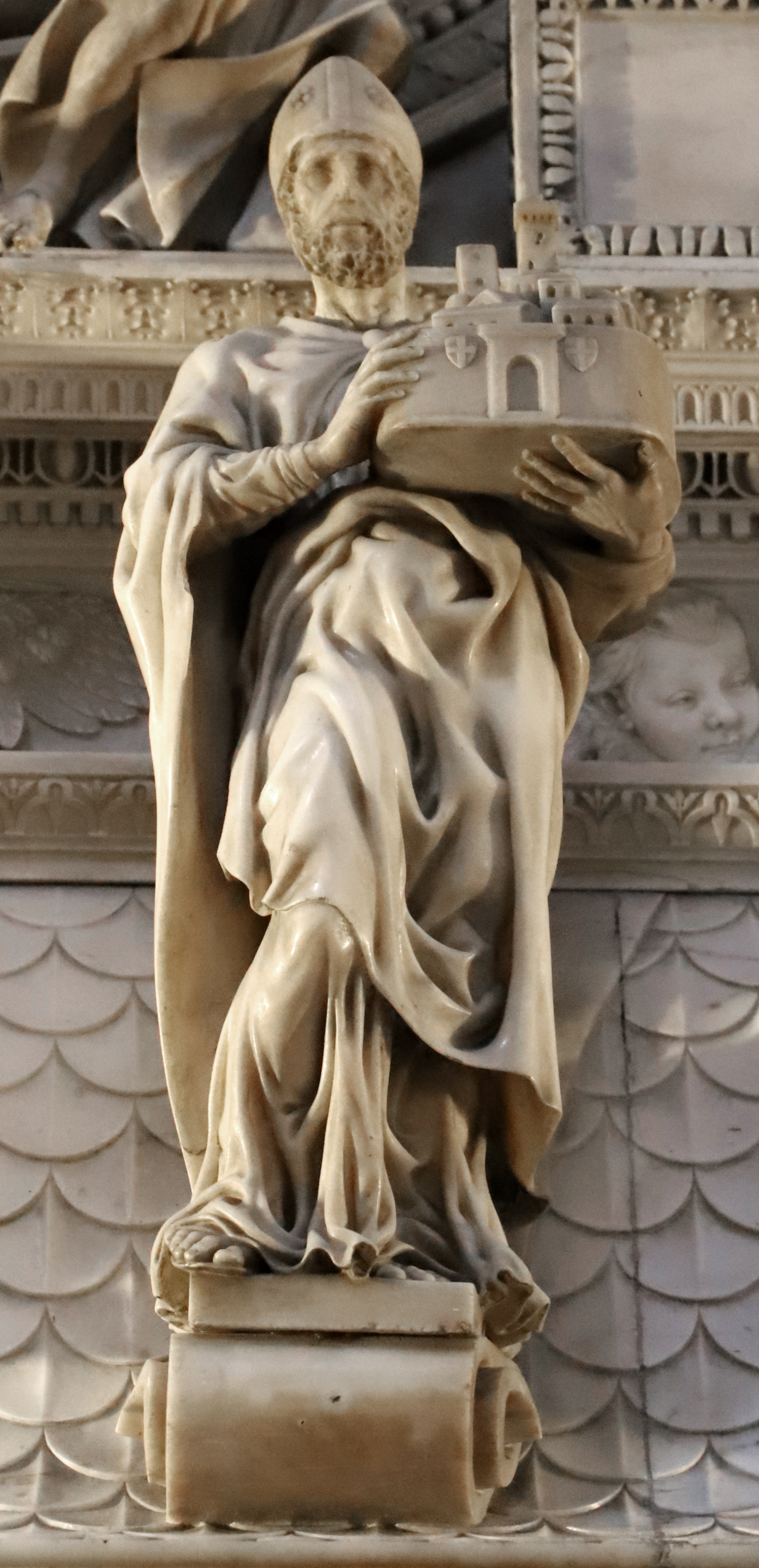
«Святий Петроній» (Гробниця Святого Домініка)
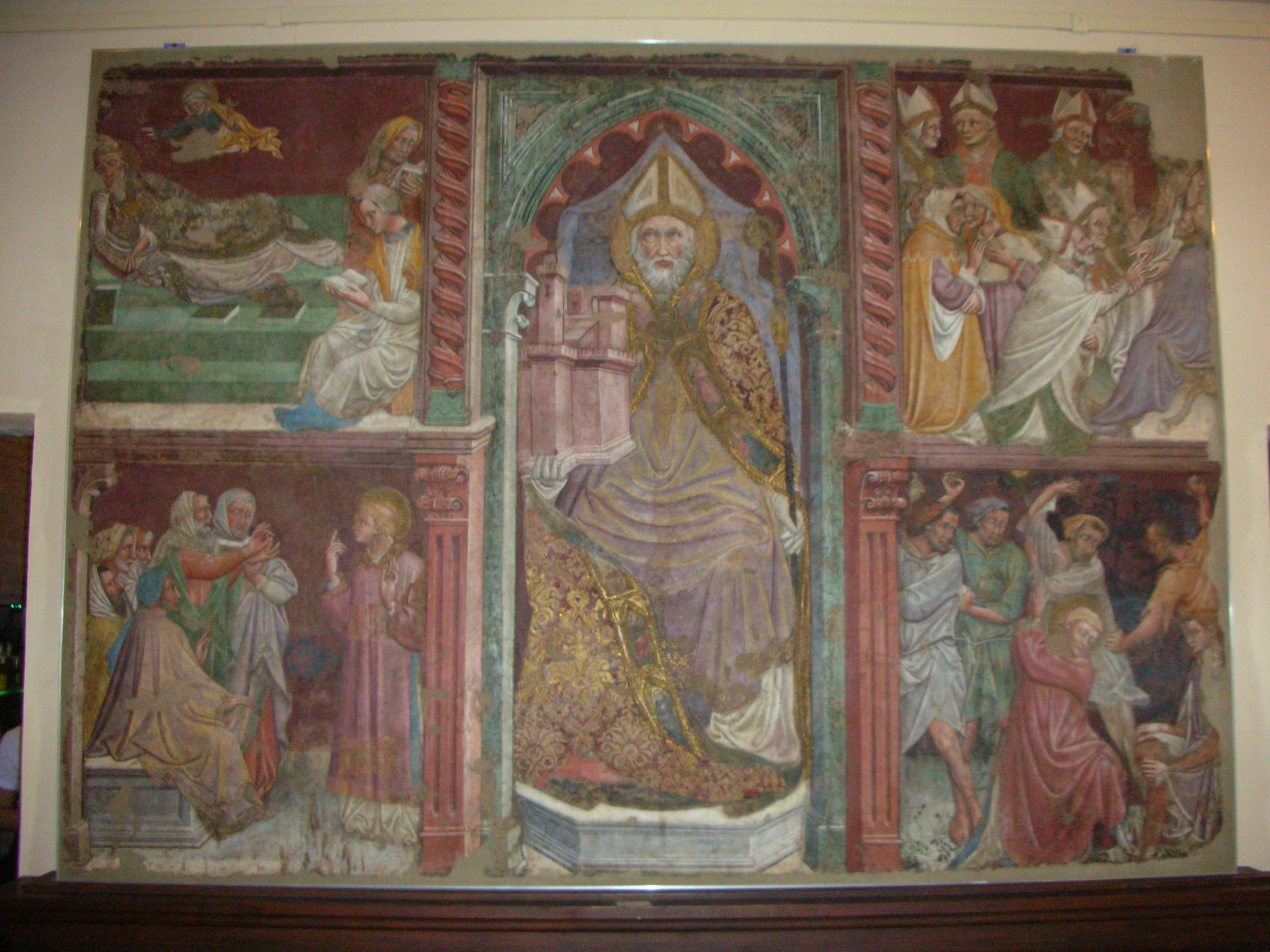
«Святий Петроній» (Собор Святого Стефана)